# Piophilidae
Le mosche del formaggio sono membri della famiglia Piophilidae delle mosche (ditteri), insieme a Neottiophilidae e Thyreophoridae. La maggior parte di queste sono insetti spazzini di prodotti animali e funghi. Il membro più noto della famiglia è la Piophila casei. Si tratta di una piccola mosca, lunga circa 4 mm, presente in tutto il mondo. La larva della mosca infesta i salumi, il pesce affumicato, i formaggi, e animali in decomposizione. Infatti l'entomologia forense utilizza la presenza di larve di Piophila casei per stimare la data del decesso, poiché non depongono uova nei cadaveri fino a tre-sei mesi dal decesso.
La larva è di circa 8 mm di lunghezza ed ha una notevole capacità di saltare – se disturbato, questo minuscolo verme può saltare fino a 15 cm in aria. In Sardegna e in Corsica del Sud le larve sono introdotte intenzionalmente nel formaggio pecorino per produrre il tipico casu martzu.
Le larve non sono pericolose per ingestione dato che gli acidi dello stomaco riescono a neutralizzarle. I rari casi di miasi intestinale spesso sono dovuti a carenza di acidi nello stomaco e/o a malattia intestinale pregressa.
Il corpo della mosca adulta è nero, blu-nero o bronzo, con tocchi di giallo sulla testa, le antenne, e le zampe. Le ali sono iridescenti.